# 남양주 흥국사 성임당탑
남양주 흥국사 성임당탑(南楊州 興國寺 聖任堂塔)은 대한민국 경기도 남양주시 별내면 흥국사 경내를 조금 벗어난 동북쪽 낮은 능선상에 있는 탑이다. 1985년 6월 28일 경기도의 유형문화재 제203호로 지정되었다.

## 개요
흥국사의 창건 시기는 알 수 없지만 1568년 선조가 덕흥대원군의 원당을 짓고 흥덕사라는 이름을 내렸다고 한다. 국왕이 1626년(인조 4년) 다시 제각을 짓는 등 중건하여 절 이름을 '흥국사'라고 내려 오늘에 이르고 있다. 이후에도 국왕의 지원에 의한 여러번의 중수가 있었던 것으로 보아 조선후기 왕실과 밀접한 관련이 있었던 사찰이었음을 알 수 있다.
성임당탑은 경내를 벗어난 동북쪽 낮은 능선 상에 자리잡고 있으며, 원위치로 보인다. 지대석을 제외한 기단부와 옥개석은 팔각으로, 탑신석과 상륜부는 원형으로 신라시대 이래 유행한 팔각원당형 양식을 계승하였다. 이 부도는 석조부에서 가장 중요한 부분인 탑신석을 원구형으로 마련하여 원구형 부도 양식에 속한다. 기단부의 연화문과 좌우로 길게 뻗은 안상, 높은 옥개석, 연주문이 표현된 상륜부는 건립 시기가 조선후기 임을 알 수 있게 한다.
탑신석 상부에는 '성임당축존지탑'이라는 명문이 있어 주인공 당호가 성임당이며, 법명이 축존이었음을 알 수 있다. 아직 성임당의 행적이 구체적으로 밝혀지지 않아 정확한 건립시기는 알 수 없지만, 부도의 양식과 돌을 다듬는 수법으로 보아 18세기를 전후한 시기에 건립된 것으로 보인다. 이 부도는 조선후기 경기도와 강원도를 중심으로 성행한 부도들과 친연성을 보이고 있으며, 규모가 대형이다. 따라서 부도의 주인공이 유력한 승려였음도 알 수 있다.

## 사진

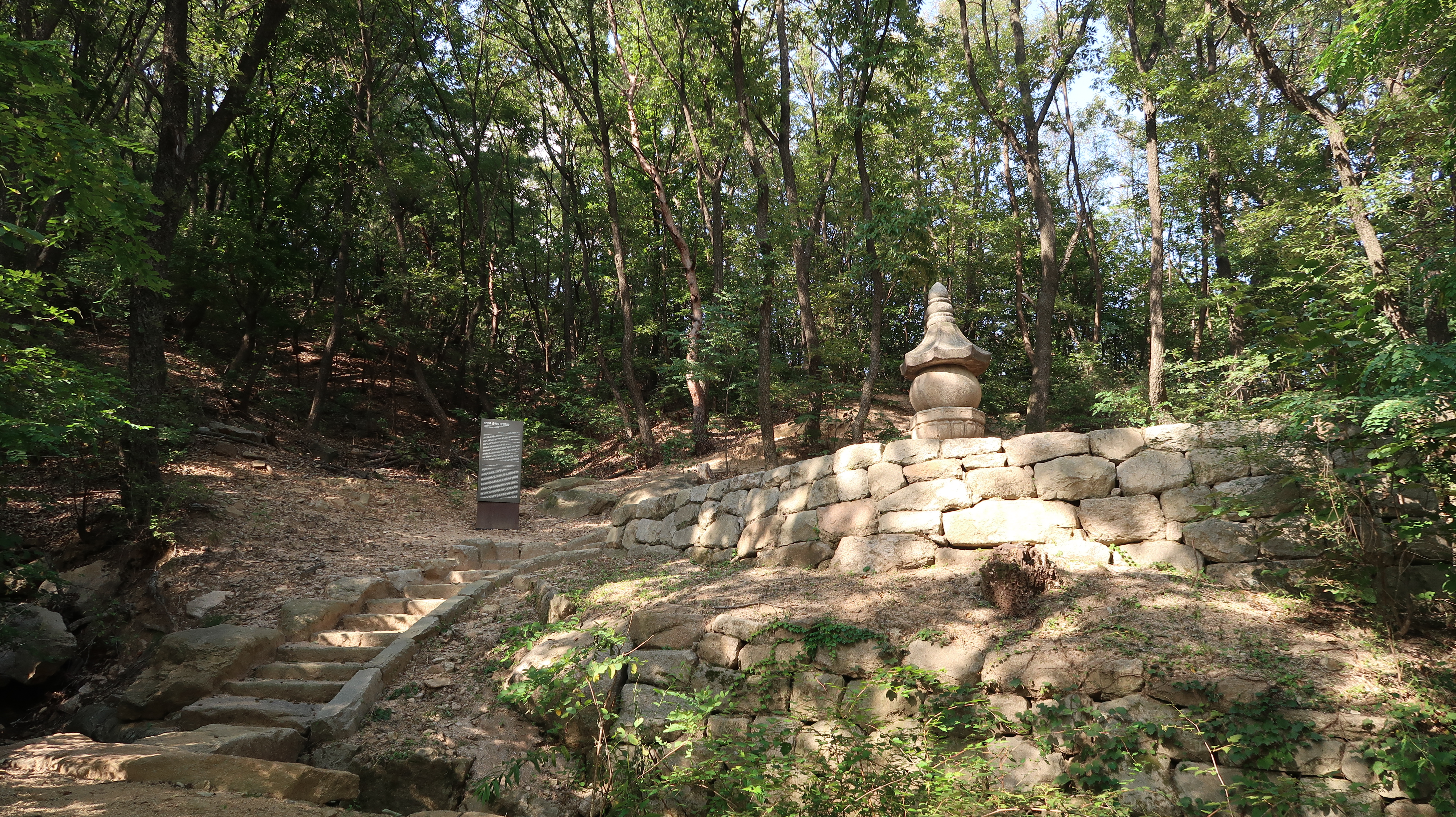
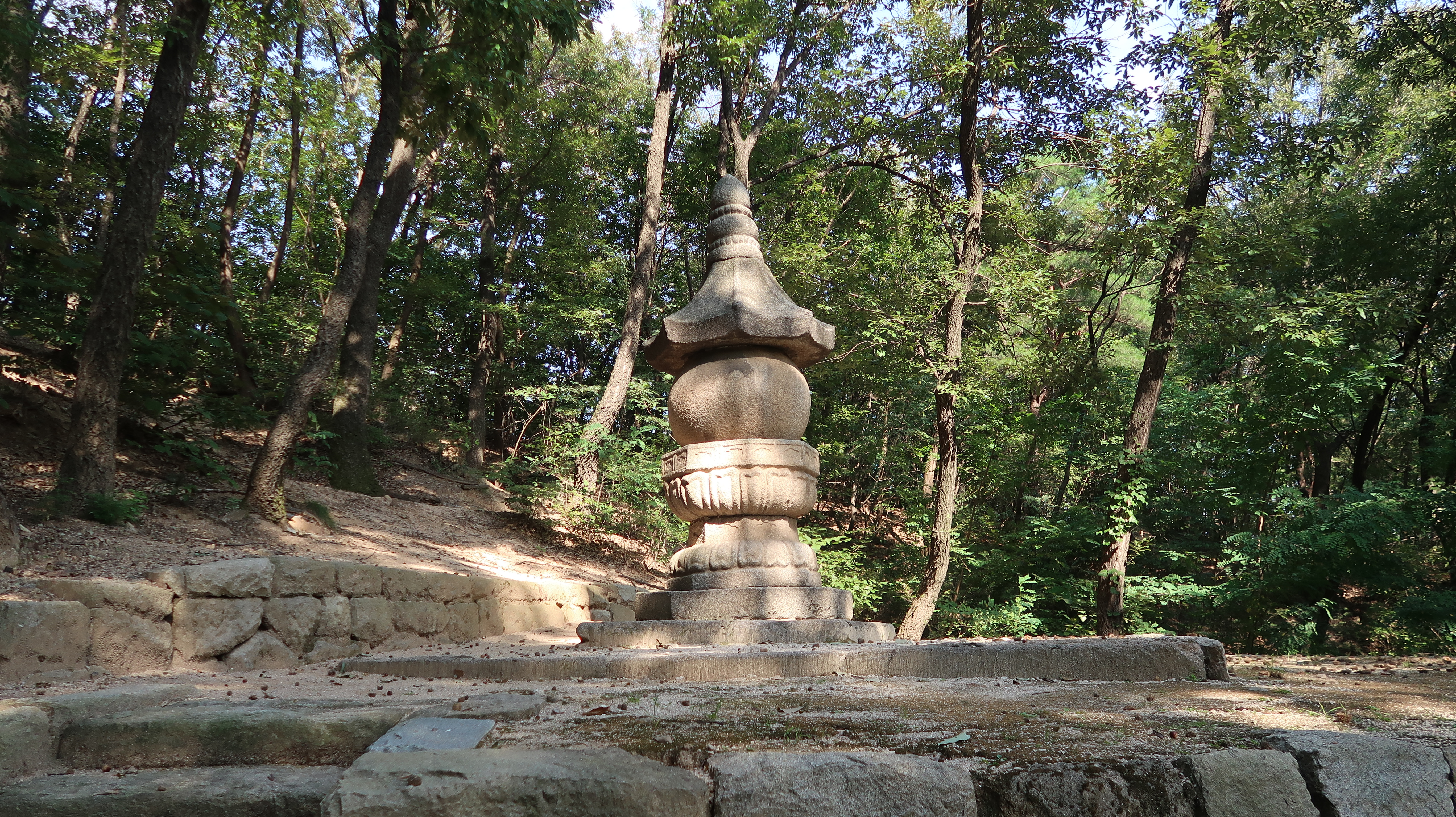
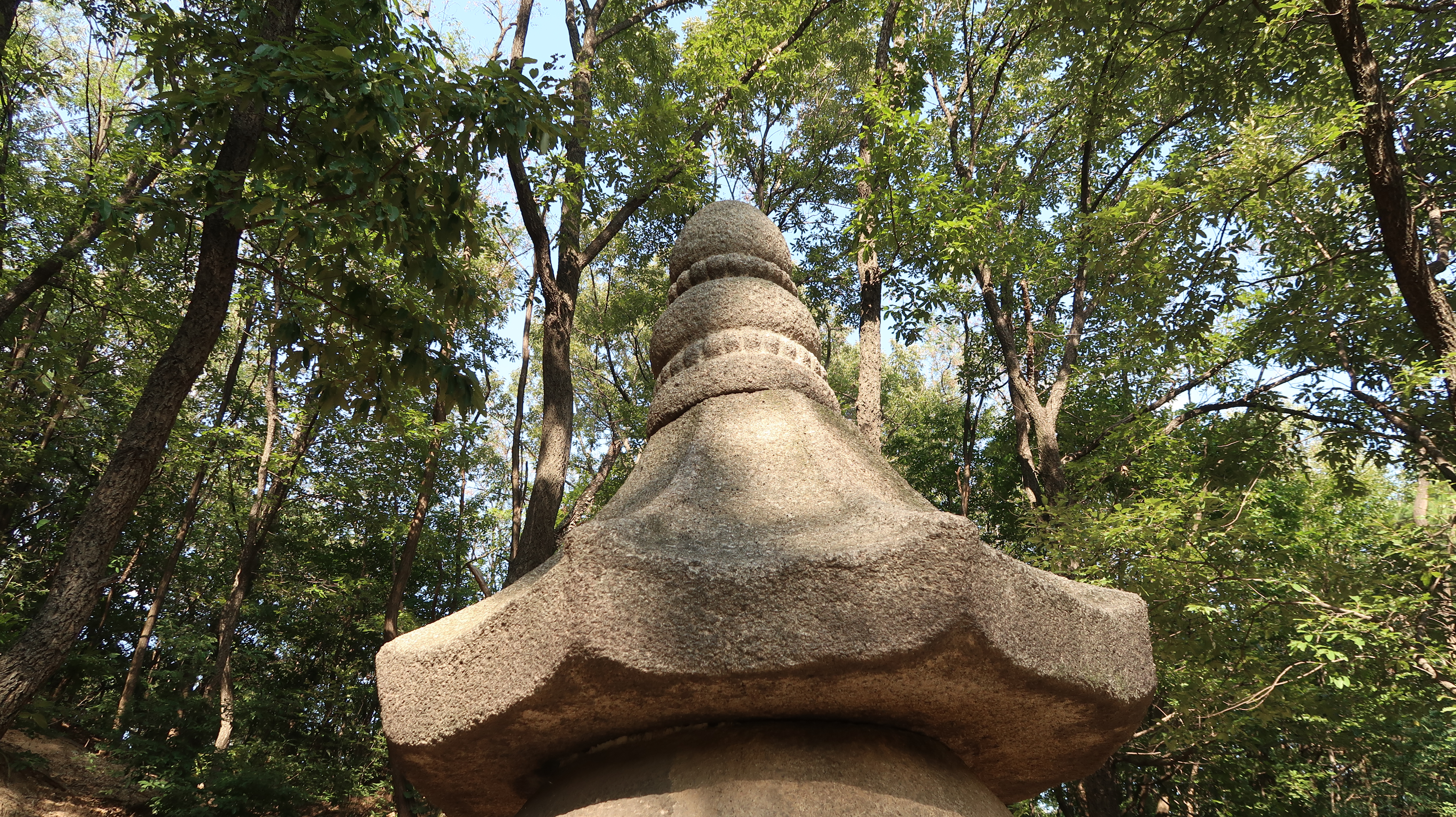

## 같이 보기
- 흥국사